# Nicolás Almagro
Pour les articles homonymes, voir Almagro.
Almagro  Sánchez est un nom espagnol. Le premier nom de famille, en général paternel, est Almagro ; le second, en général maternel, souvent omis, est Sánchez.
Nicolás Almagro Sánchez, né le 21 août 1985 à Murcie (Espagne), est un joueur de tennis professionnel espagnol d'origine chilienne.

## Biographie
Nicolás Almagro, de son nom complet Nicolás Almagro Sánchez, est surnommé « Nico ».
Son père se nomme comme lui Nicolás et sa mère Mercedes, ils sont tous les deux espagnols d'origine chilienne. Il a également un frère et une sœur, Juan et Balta, qui sont tous les deux enseignants.
C'est à l'âge de huit ans qu'il commence à apprendre à jouer au tennis et montre très vite des facilités sur la terre battue. Son coup droit était alors considéré comme son meilleur coup.
S'il n'était pas devenu joueur de tennis professionnel, il aurait aimé être un joueur de football.
Quand il ne dispute pas de tournois, il aime passer du temps avec sa famille et n'hésite pas à aider sa famille grâce aux gains des tournois remportés. Il aime la musique espagnole, les ordinateurs et le théâtre. « Nico » aime beaucoup la télévision espagnole comme « El Hormiguero ».
Au football, c'est un grand supporter du Real Madrid et du Real Murcie.
Nicolás Almagro est ami avec ses compatriotes Fernando Verdasco et Feliciano López ainsi que l'Argentin Juan Mónaco.
En plus de l'espagnol, il parle italien et un peu l'anglais.

## Carrière
Après une grande carrière en juniors, il passe le cap en 2005 en disputant trois tournois du Grand Chelem et en battant un premier top 10. Depuis, il se stabilise dans le top 50 et a même atteint la 9e place mondiale. Il a joué trois quart de finale perdus contre Rafael Nadal à Roland-Garros en 2008 (1-6, 1-6, 1-6), 2010 (6-72, 6-73, 4-6) et 2012 (6-74, 2-6, 3-6). En 2013, il mène 2 sets à 0 en 1/8 face à Tommy Robredo mais subit la remontée de son compatriote. En 2014, il bat Nadal pour la première fois, celui-ci est numéro 1 et la rencontre se joue sur terre battue à Barcelone, prometteur pour Roland Garros mais au premier tour il est contraint à l'abandon. Il a également atteint les quarts de finale à l'Open d'Australie 2013 où il passe à deux points d'une demi-finale, ainsi qu'aux jeux olympiques de 2008.

### 2012
Nicolás Almagro commence sa saison à l'Open de Chennai en tant que tête de série numéro 2. Il accède aux quarts-de-finale sans jouer puisqu'il profite du forfait de Steve Darcis au tour précédent. Il élimine difficilement le Japonais Yuichi Sugita en trois sets (4-6, 7-6, 6-4) mais se fait sortir en demi-finales par le futur vainqueur Milos Raonic (4-6, 4-6).
Il participe ensuite à l'Open d'Auckland en Nouvelle-Zélande. Après avoir éliminé Santiago Giraldo (6-4, 6-2), il est battu par Philipp Kohlschreiber (6-7, 4-6)en demi-finale du tournoi.
À l'Open d'Australie, il bat successivement Łukasz Kubot, Grigor Dimitrov, Stanislas Wawrinka avant d'être éliminé en huitième par Tomáš Berdych.
En Coupe Davis, il permet à l'Espagne de se qualifier en battant Andrey Golubev et Mikhail Kukushkin.
Il participe ensuite au premier Masters 1000 de l'année, Indian Wells, en se qualifiant en quarts de finale après avoir notamment pris sa revanche sur Tomáš Berdych en huitièmes. Son parcours s'interrompt puisqu'il est battu en quarts par le no 1 mondial Novak Djokovic. C'est la première fois qu'il arrive en quarts de finale de ce tournoi.
Contre Olivier Rochus à Wimbledon en 2012, il réussit 48 aces, ce qui le place dans le top 15 du plus grand nombre d'aces dans un match.
Lors des quarts de finale de la Coupe Davis, il remporte un match important pour la qualification de son pays face à John Isner en 5 sets (6-4, 4-6, 6-4, 3-6, 7-5).
Lors de la finale de la Coupe Davis contre la République tchèque, il fait perdre son pays quasiment à lui tout seul en ne parvenant à remporter aucun de ses deux simples à enjeu.

### 2013
Nicolás Almagro commence très bien l'année puisqu'il atteint les quarts de finale de l'Open d'Australie mais est battu par son compatriote David Ferrer après avoir pourtant mené 2 sets à 0 et être passé à seulement deux points de la victoire. Il est finalement battu 6-4, 6-4, 5-7, 6-7, 2-6, c'est sa 13e défaite contre son aîné pour autant de confrontations.
C'est également son 4e quart de finale en Grand Chelem (après trois autres perdus à Roland-Garros).
Lors de sa défaite contre David Ferrer, il se blesse aux ischio-jambiers et doit donc déclarer forfait à la rencontre de Coupe Davis la semaine suivante contre le Canada. L'Espagne s'incline devant également jouer sans les deux meilleurs joueurs espagnols du moment, Rafael Nadal et David Ferrer.
Il reprend la compétition à l'Open du Brésil. En lice pour remporter le tournoi pour une quatrième fois, il est battu dès les quarts de finale contre le revenant et futur finaliste du tournoi David Nalbandian (6-7, 6-3, 6-7).
« Nico » poursuit sa saison terrienne sud-américaine à l'Open d'Argentine où il s'arrête aux portes de la finale face au Suisse Stanislas Wawrinka (3-6, 5-7).
Pour conclure cette tournée, il dispute l'Open d'Acapulco où il a une finale à défendre. Il atteint les demi-finales sans perdre un set mais il s'incline logiquement (5-7, 4-6) face à Rafael Nadal, qui effectuait son retour après une blessure qui l'avait écarté des courts pendant plusieurs mois.
Il enchaîne ensuite avec la tournée nord-américaine aux Masters d'Indian Wells où il est battu dès le troisième tour par Tommy Haas (3-6, 7-6, 6-7) après avoir pourtant eu une balle de match.
Au tournoi jumeau de Miami, il améliore légèrement sa performance en allant en huitièmes de finale où il s'incline contre le Français Richard Gasquet (7-6, 5-7, 6-7) dans un nouveau match marathon.
Almagro commence une deuxième tournée sur terre mais reste sur le sol américain au Tournoi de Houston où il atteint sa première finale de l'année, en se faisant cependant une petite frayeur au deuxième tour contre Gaël Monfils en perdant un set (2-6, 6-0, 6-3). L'Espagnol ne remporte toutefois pas le titre, battu par le local John Isner (3-6, 5-7).
Il atteint également la demi-finale en double avec Rubén Ramírez Hidalgo.
Aux Masters de Monte-Carlo, il tombe dès le deuxième tour contre Jürgen Melzer (4-6, 2-6).
Il se rattrape toutefois à l'Open de Barcelone où il se qualifie pour la finale du tournoi (sa 20e sur le circuit, et la 20e sur terre battue) sans perdre un set ni jouer un tie-break. Il ne remporte pas le titre, battu par Rafael Nadal (4-6, 3-6).
La suite de la saison sur terre n'est pas à la hauteur de ses espérances puisqu'il est battu avant les huitièmes de finale aux Masters de Madrid et aux Masters de Rome.
Tenant du titre à l'Open de Nice, il préfère défendre son titre en Allemagne mais à la suite d'une blessure, il déclare forfait à la dernière minute.
Cette blessure ne l'empêche pas de disputer Roland-Garros après avoir notamment battu l'Italien Andreas Seppi (7-6, 6-0, 6-4). À la suite de la défaite de Tomáš Berdych dès le premier tour, la voie s'ouvre pour lui vers les quarts de finale mais il ne profite pas de l'occasion, battu par Tommy Robredo après avoir pourtant mené 2 sets à 0, subissant un remake de l'Open d'Australie (7-6, 6-3, 4-6, 4-6, 4-6).
L'Espagnol enchaîne avec Wimbledon où il atteint les 1/16 de finale en lâchant un set (tie-break) face au Français Guillaume Rufin pour la troisième fois consécutive.
Son parcours s'arrête face à Jerzy Janowicz (6-7, 3-6, 4-6), futur demi-finaliste, joueur qu'il avait pourtant battu à l'Open d'Australie. Wimbledon reste actuellement le seul Grand Chelem où Nicolás Almagro n'a jamais atteint les huitièmes de finale.
Malgré cette défaite, il retourne sur la terre battue, sa surface de prédilection à l'Open de Båstad. Par suite de l'élimination de Richard Gasquet dès le deuxième tour, il entre en tant que favori mais se fait sortir dès les quarts par son compatriote Fernando Verdasco (4-6, 6-4, 5-7), récent quart de finaliste à Wimbledon.
Au tournoi de Hambourg, il améliore sa performance en atteignant les demi-finales après avoir notamment battu le tenant du titre Juan Mónaco (4-6, 6-0, 6-3) mais est battu par Fabio Fognini (4-6, 6-7), futur vainqueur du tournoi.
Nicolás Almagro aborde donc la saison nord-américaine sans le moindre titre, une première depuis 2005.
Aux Masters de Montréal, il est sorti dès le premier tour et ne fait pas mieux aux Masters de Cincinnati.
En manque de confiance pour l'US Open, il fait une immense contre-performance, s'inclinant dès le premier tour face à Denis Istomin (3-6, 1-6, 6-4, 3-6). Cette tournée nord-américaine sans la moindre victoire le fait quitter le top 15, à la 18e place mondiale.

### 2014
Son année est marquée par une finale d'un ATP 250, à Houston où il s'incline face à Fernando Verdasco. Et par une victoire contre le no 1 mondial Rafael Nadal à Barcelone en s'imposant (2-6, 7-65, 6-4) en quart de finale mais perdant au tour suivant.
Blessé, il chute à la 71e place mondiale en fin d'année.

### 2015
Il met du temps à retrouver sa forme d'antan. Il atteint même la 174e place mondiale en mai 2015. Il retrouve petit à petit son niveau de jeu qui lui permet de retrouver le top 100 en fin d'année, à la 73e place mondiale.

### 2016
En 2016, il atteint la finale de Buenos Aires où il s'incline face à Dominic Thiem.
Il remporte ensuite son 13e titre à Estoril en battant en finale le jeune Pablo Carreño-Busta.

### 2017 à 2019
Pas de grands résultats en 2017 marquée par 3 abandons Open d'Australie, Madrid puis surtout Roland Garros où blessé au genou il s'écroule en larmes et est réconforté de longues minutes par son adversaire Juan Martin Del Potro.
En 2018 il enchaine 5 défaites, abandon sur la dernière, pour un seul match en tableau principal ATP à Gstaad.
En 2019 il fait son match d'adieu lors du Challenger de Murcie.

## Style de jeu
Nicolás Almagro est un joueur très puissant doté d'un bon service. Son coup droit et son revers à une main sont très bons et il arrive à effectuer de nombreux coups gagnants avec une facilité égale des deux côtés.
Lorsqu'il est en forme physiquement et mentalement, Almagro fait partie des meilleurs joueurs du monde sur terre battue : en atteste son match en quart de finale de Roland-Garros 2010, où il dispute une rencontre très serrée contre le roi de la terre battue Rafael Nadal (perdue sur le score de 62-7, 63-7, 4-6).
Il est considéré comme un joueur de talent mais qui peut aussi être très irrégulier sur le court.

## Parcours dans les tournois duGrand Chelem

### En simple
| Année | Open d'Australie | Open d'Australie | Internationaux de France | Internationaux de France | Wimbledon       | Wimbledon       | US Open         | US Open          |
| ----- | ---------------- | ---------------- | ------------------------ | ------------------------ | --------------- | --------------- | --------------- | ---------------- |
| 2004  | —                | —                | 1er tour (1/64)          | Gustavo Kuerten          | —               | —               | —               | —                |
| 2005  | 1er tour (1/64)  | Bobby Reynolds   | 2e tour (1/32)           | Roger Federer            | 1er tour (1/64) | D. Toursounov   | 2e tour (1/32)  | Taylor Dent      |
| 2006  | 1er tour (1/64)  | Igor Andreev     | 2e tour (1/32)           | J. Blake                 | 1er tour (1/64) | Mario Ančić     | 1er tour (1/64) | David Ferrer     |
| 2007  | 1er tour (1/64)  | Robby Ginepri    | 2e tour (1/32)           | Michaël Llodra           | 1er tour (1/64) | D. Toursounov   | 3e tour (1/16)  | N. Davydenko     |
| 2008  | 1er tour (1/64)  | Marin Čilić      | 1/4 de finale            | Rafael Nadal             | 2e tour (1/32)  | G. García-López | 3e tour (1/16)  | Gilles Müller    |
| 2009  | 3e tour (1/16)   | Gaël Monfils     | 3e tour (1/16)           | F. Verdasco              | 3e tour (1/16)  | Robin Söderling | 3e tour (1/16)  | Rafael Nadal     |
| 2010  | 1/8 de finale    | J.-W. Tsonga     | 1/4 de finale            | Rafael Nadal             | 1er tour (1/64) | Andreas Seppi   | 3e tour (1/16)  | Sam Querrey      |
| 2011  | 1/8 de finale    | Novak Djokovic   | 1er tour (1/64)          | Łukasz Kubot             | 3e tour (1/16)  | Mikhail Youzhny | 1er tour (1/64) | Julien Benneteau |
| 2012  | 1/8 de finale    | Tomáš Berdych    | 1/4 de finale            | Rafael Nadal             | 3e tour (1/16)  | Richard Gasquet | 1/8 de finale   | Tomáš Berdych    |
| 2013  | 1/4 de finale    | David Ferrer     | 1/8 de finale            | Tommy Robredo            | 3e tour (1/16)  | Jerzy Janowicz  | 1er tour (1/64) | Denis Istomin    |
| 2014  | —                | —                | 1er tour (1/64)          | Jack Sock                | —               | —               | —               | —                |
| 2015  | 1er tour (1/64)  | Kei Nishikori    | 2e tour (1/32)           | Rafael Nadal             | 1er tour (1/64) | Gilles Simon    | —               | —                |
| 2016  | 2e tour (1/32)   | Dominic Thiem    | 3e tour (1/16)           | David Goffin             | 2e tour (1/32)  | Denis Istomin   | 3e tour (1/16)  | Gaël Monfils     |
| 2017  | 1er tour (1/64)  | Jérémy Chardy    | 2e tour (1/32)           | J. M. del Potro          | —               | —               | 1er tour (1/64) | Steve Johnson    |

N.B. : à droite du résultat se trouve le nom de l'ultime adversaire.

### En double
| Année | Open d'Australie            | Open d'Australie        | Internationaux de France        | Internationaux de France   | Wimbledon                   | Wimbledon                   | US Open                     | US Open                 |
| ----- | --------------------------- | ----------------------- | ------------------------------- | -------------------------- | --------------------------- | --------------------------- | --------------------------- | ----------------------- |
| 2005  | —                           | —                       | 1er tour (1/32) Juan Mónaco     | J. Björkman Max Mirnyi     | —                           | —                           | —                           | —                       |
| 2006  | —                           | —                       | 2e tour (1/16) A. Portas        | M. Llodra O. Rochus        | 1er tour (1/32) A. Portas   | P. Starace Lovro Zovko      | 1er tour (1/32) F. Verdasco | P. Goldstein Jim Thomas |
| 2007  | 1er tour (1/32) F. Verdasco | A. Pavel A. Waske       | —                               | —                          | 1er tour (1/32) I. Navarro  | M. Knowles D. Nestor        | 1er tour (1/32) I. Navarro  | F. Serra G. Simon       |
| 2008  | 2e tour (1/16) N. Massú     | Bob Bryan Mike Bryan    | 1er tour (1/32) Ó. Hernández    | I. Kunitsyn D. Toursounov  | —                           | —                           | 1er tour (1/32) P. Andújar  | Bob Bryan Mike Bryan    |
| 2009  | 1er tour (1/32) I. Navarro  | F. Čermák M. Mertiňák   | 1er tour (1/32) I. Navarro      | J. Cerretani S. Stakhovsky | —                           | —                           | 2e tour (1/16) R. Ramírez   | L. Dlouhý L. Paes       |
| 2010  | —                           | —                       | 1/8 de finale S. Ventura        | J. Knowle Andy Ram         | 1er tour (1/32) S. Ventura  | J. Delgado J. Goodall       | —                           | —                       |
| 2011  | 1er tour (1/32) Marc López  | D. Bracciali P. Starace | —                               | —                          | —                           | —                           | 2e tour (1/16) M. González  | M. Llodra N. Zimonjić   |
| 2012  | 1er tour (1/32) Pere Riba   | J. Melzer P. Petzschner | —                               | —                          | —                           | —                           | —                           | —                       |
| 2013  | —                           | —                       | —                               | —                          | —                           | —                           | —                           | —                       |
| 2014  | —                           | —                       | —                               | —                          | —                           | —                           | —                           | —                       |
| 2015  | —                           | —                       | —                               | —                          | 1er tour (1/32) A. Menéndez | P.-H. Herbert Nicolas Mahut | —                           | —                       |
| 2016  | —                           | —                       | 1er tour (1/32) G. García-López | H. Kontinen John Peers     | 1er tour (1/32) D. Marrero  | Lleyton Hewitt J. Thompson  | 1/8 de finale V. Estrella   | C. Guccione André Sá    |
| 2017  | —                           | —                       | 1er tour (1/32) S. Johnson      | Purav Raja Divij Sharan    | —                           | —                           | —                           | —                       |

N.B. : le nom du ou de la partenaire se trouve sous le résultat ; le nom des ultimes adversaires se trouve à droite.

### En double mixte
| Année | Open d'Australie | Open d'Australie | Internationaux de France | Internationaux de France | Wimbledon                        | Wimbledon                    | US Open | US Open |
| ----- | ---------------- | ---------------- | ------------------------ | ------------------------ | -------------------------------- | ---------------------------- | ------- | ------- |
| 2013  | -                | -                | -                        | -                        | 1er tour (1/32) M. T. Torró Flor | Dominic Inglot Johanna Konta | -       | -       |

N.B. : le nom de la partenaire se trouve sous le résultat ; le nom des ultimes adversaires se trouve à droite.

## Parcours dans lesMasters 1000
| Année | Indian Wells              | Miami                    | Monte-Carlo               | Rome                       | Hambourg puis Madrid    | Canada                     | Cincinnati               | Madrid puis Shanghai          | Paris                      |
| ----- | ------------------------- | ------------------------ | ------------------------- | -------------------------- | ----------------------- | -------------------------- | ------------------------ | ----------------------------- | -------------------------- |
| 2004  | —                         | —                        | —                         | —                          | 1er tour G. Coria       | —                          | —                        | —                             | —                          |
| 2005  | —                         | 1er tour I. Andreev      | —                         | 1/8 de finale R. Štěpánek  | 1er tour F. Volandri    | —                          | —                        | —                             | —                          |
| 2006  | —                         | —                        | —                         | 1/4 de finale R. Federer   | —                       | 1er tour I. Ljubičić       | 2e tour D. Ferrer        | —                             | 2e tour D. Toursounov      |
| 2007  | 2e tour T. Johansson      | 3e tour R. Federer       | 1er tour T. Berdych       | 2e tour R. Federer         | 1/4 de finale L. Hewitt | 1er tour M. Russell        | 1/4 de finale R. Federer | 2e tour F. González           | 1er tour D. Nalbandian     |
| 2008  | 2e tour N. Mahut          | 3e tour M. Youzhny       | 1/8 de finale I. Andreev  | 1/4 de finale N. Djokovic  | —                       | —                          | —                        | 1er tour S. Bolelli           | —                          |
| 2009  | —                         | 2e tour Taylor Dent      | 1er tour A. Montañés      | 1er tour E. Gulbis         | 1er tour Kohlschreiber  | —                          | 2e tour A. Murray        | 2e tour R. Söderling          | 2e tour R. Nadal           |
| 2010  | 1/8 de finale A. Murray   | 1/4 de finale A. Roddick | 2e tour J.-W. Tsonga      | 2e tour I. Ljubičić        | 1/2 finale R. Nadal     | 2e tour M. Llodra          | 1er tour S. Wawrinka     | 1er tour A. Dolgopolov        | 2e tour R. Štěpánek        |
| 2011  | 3e tour A. Montañés       | 3e tour F. Mayer         | 1/8 de finale J. Melzer   | 1/8 de finale R. Söderling | 1er tour J.-W. Tsonga   | 1/4 de finale J.-W. Tsonga | 1/8 de finale T. Berdych | 1/8 de finale A. Roddick      | 2e tour A. Seppi           |
| 2012  | 1/4 de finale N. Djokovic | 1/8 de finale Mardy Fish | 1/8 de finale S. Wawrinka | 1/8 de finale T. Berdych   | 1/8 de finale D. Ferrer | —                          | —                        | 1er tour Tommy Haas           | 1/8 de finale J.-W. Tsonga |
| 2013  | 3e tour Tommy Haas        | 1/8 de finale R. Gasquet | 2e tour J. Melzer         | 1er tour J. Benneteau      | 2e tour M. Youzhny      | 1er tour R. Štěpánek       | 1er tour G. Dimitrov     | 1/4 de finale J. M. del Potro | 1/8 de finale S. Wawrinka  |
| 2014  | —                         | 3e tour John Isner       | 1/8 de finale Forfait     | —                          | 2e tour A. Murray       | —                          | —                        | —                             | —                          |
| 2015  | —                         | 2e tour R. Nadal         | —                         | 2e tour N. Djokovic        | 1er tour Juan Mónaco    | —                          | —                        | —                             | —                          |
| 2016  | 1er tour Í. Cervantes     | —                        | 1er tour R. Gasquet       | —                          | 1er tour Borna Ćorić    | —                          | 1er tour J. Donaldson    | 2e tour L. Pouille            | 1er tour G. Müller         |
| 2017  | —                         | —                        | 2e tour D. Goffin         | 2e tour R. Nadal           | 2e tour N. Djokovic     | —                          | —                        | —                             | —                          |

N.B. : sous le résultat se trouve le nom de l’ultime adversaire.

## Victoires sur le top 10
Toutes ses victoires sur des joueurs classés dans le top 10 de l'ATP lors de la rencontre.
| Légende         |
| --------------- |
| Grand Chelem    |
| Masters         |
| Jeux olympiques |
| Masters 1000    |
| 500 Series      |
| 250 Series      |
| Coupe Davis     |

| #  | N.A.   | Tournoi          | Année | Surface      | Adversaire         | Rang  | Tour   | Score                   |
| -- | ------ | ---------------- | ----- | ------------ | ------------------ | ----- | ------ | ----------------------- |
| 1  | no 101 | Rome             | 2005  | Terre battue | Marat Safin        | no 4  | 1/16   | 6-4, 6-3                |
| 2  | no 57  | Barcelone        | 2006  | Terre battue | Guillermo Coria    | no 9  | 1/8    | 6-2, 6-0                |
| 3  | no 54  | Rome             | 2006  | Terre battue | Nikolay Davydenko  | no 6  | 1/8    | 7-66, ab.               |
| 4  | no 52  | Hambourg         | 2007  | Terre battue | Tommy Robredo      | no 7  | 1/16   | 61-7, 6-2, 6-4          |
| 5  | no 28  | Acapulco         | 2008  | Terre battue | David Nalbandian   | no 8  | Finale | 6-1, 7-61               |
| 6  | no 21  | Rome             | 2008  | Terre battue | David Nalbandian   | no 7  | 1/16   | 6-4, 7-5                |
| 7  | no 21  | Acapulco         | 2009  | Terre battue | Gaël Monfils       | no 10 | Finale | 6-4, 6-4                |
| 8  | no 35  | Madrid           | 2010  | Terre battue | Robin Söderling    | no 7  | 1/16   | 6-4, 7-5                |
| 9  | no 21  | Roland-Garros    | 2010  | Terre battue | Fernando Verdasco  | no 9  | 1/8    | 6-1, 4-6, 6-1, 6-4      |
| 10 | no 20  | Båstad           | 2010  | Terre battue | Robin Söderling    | no 5  | Finale | 7-5, 3-6, 6-2           |
| 11 | no 12  | Nice             | 2011  | Terre battue | Tomáš Berdych      | no 6  | 1/2    | 6-4, 6-4                |
| 12 | no 12  | Indian Wells     | 2012  | Dur          | Tomáš Berdych      | no 7  | 1/8    | 6-4, 6-0                |
| 13 | no 13  | Roland-Garros    | 2012  | Terre battue | Janko Tipsarević   | no 8  | 1/8    | 6-4, 6-4, 6-4           |
| 14 | no 12  | Coupe Davis      | 2012  | Terre battue | John Isner         | no 10 | 1/2    | 6-4, 4-6, 6-4, 3-6, 7-5 |
| 15 | no 11  | Open d'Australie | 2013  | Dur          | Janko Tipsarević   | no 9  | 1/8    | 6-2, 5-1 ab.            |
| 16 | no 16  | Shanghai         | 2013  | Dur          | Tomáš Berdych      | no 6  | 1/8    | 6-7, 6-3, 7-64          |
| 17 | no 20  | Barcelone        | 2014  | Terre battue | Rafael Nadal       | no 1  | 1/4    | 2-6, 7-65, 6-4          |
| 18 | no 72  | Buenos Aires     | 2016  | Terre battue | Jo-Wilfried Tsonga | no 9  | 1/4    | 6-2, 7-5                |
| 19 | no 72  | Buenos Aires     | 2016  | Terre battue | David Ferrer       | no 6  | 1/2    | 6-4, 7-5                |

## Classements ATP en fin de saison
| Année          | 2002 | 2003 | 2004 | 2005 | 2006 | 2007 | 2008 | 2009 | 2010 | 2011 | 2012 | 2013 | 2014 | 2015 | 2016 | 2017 |
| Rang en simple | 864  | 153  | 100  | 111  | 32   | 28   | 18   | 26   | 15   | 10   | 11   | 13   | 71   | 73   | 44   | 151  |
| Rang en double | 1266 | 536  | 298  | 347  | 294  | 97   | 224  | 148  | 56   | 155  | 351  | 195  | -    | 142  | 285  | 332  |

Source : (en) Classements de Nicolás Almagro sur le site officiel de la Fédération internationale de tennis